# Японская оккупация Гуама
Японская оккупация Гуама охватывает период в гуамской истории 1941—1944 годы, когда в ходе Второй Мировой войны войска Японской империи захватили территорию Гуама. В эти годы Гуам был переименован в «Омия Джима», что означало Остров великого святилища.

## История

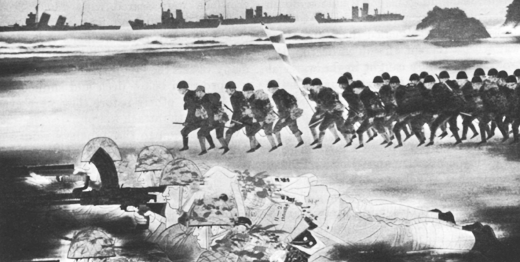
Захват Гуама японскими войсками, 1941 г.

### Завоевание
8 декабря 1941 года, в первый же день войны с США, японская авиация начала бомбить Гуам. 10 декабря 1941 года японские войска во главе с Хории Томитаро высадились на острове и в тот же день  губернатор острова Джордж Макмиллпан вместе со гарнизоном, который состоял приблизительно из 330 человек, капитулировал. Американская сторона потеряла около 20 солдат, больше 40 были ранены, а 400 попали в плен к японцам. В японской армии погиб 1 солдат и 6 были ранены.

### Годы японской оккупации
С 11 декабря 1941 года началось японское господство на острове. Японские военные, которые контролировали гуамские земли первые четыре месяца после оккупации разместились в школах и правительственных зданиях Хагатни. Японскую иену объявили на острове главной валютой. Чаморро должны были подстраиваться под японские обычаи. В марте 1942 года контроль острова перешёл руки японского императорского флота, после чего населению было дано немного свободы. Им разрешалось оставаться на своих фермах и вести торговлю. Занятия в школах были возобновлены. Обучали японскому языку и обычаям. Изучение английского запрещалось. В течение 31 месяца остров оставался под японской оккупацией.

### Освобождение острова
В начале 1944 года военное положение Японии ухудшилось. Из-за угрозы американского вторжения на остров вернулись японские войска. Школы вновь были закрыты, всё население старше 12 лет работало без отдыха и подвергалось жестокому обращению.
21 июля американские войска высадились по обе стороны острова Ороте. Японцы ожесточённо сопротивлялись. 28 июля погиб японский командир Такеси Такасима и его заменил Хидеёси Обата. К 30 июля аэродром Ороте и гавань Апра были захвачены. В начале августа у японцев истощились все продовольственные запасы и боеприпасы. Японцы отказались сдаться и почти все погибли. 4 августа войскам США удалось прорвать линию укреплений японцев в центральной части Гуама. 10 августа 1944 года американские войска разгромили последние японские войска на Гуаме, тем самым положив конец оккупации.

## День свободы
Ежегодно в годовщину американского десанта 21 июля гуамское население отмечает День свободы.